# 노틀담의 꼽추 (1923년 영화)
노틀담의 꼽추(The Hunchback Of Notre Dame)는 미국에서 제작된 월레스 워슬리 감독의 1923년 드라마, 공포 영화이다. 빅토르 위고의 동명 소설이 영화의 원작이다. 론 채니 등이 주연으로 출연하였고 칼 래믈 등이 제작에 참여하였다.

## 출연

### 주연
- 론 채니
- 팟시 루스 밀러

### 조연
- 노먼 케리
- 케이트 레스터
- 위니프레드 브리슨
- 나이젤 드 브룰리어

## 제작진
- 원작자: 빅토르 위고
- 미술: E.E. 쉴리